# Kostionki
Kostionki  (ros. Костёнки) – wieś w Rosji, w pobliżu Woroneża i stanowisko górnopaleolityczne położone na terenie tarasach Donu.

## Stanowisko archeologiczne
Stanowisko to tworzy różnego rodzaju konglomerat otwartych stanowisk na których reprezentowanych są różnego rodzaju kultury np. stanowisko Kostionki 1 reprezentuje inwentarze utożsamiane z kulturą oryniacką jak i w okresie późniejszym z kulturą grawecką. W ostatniej warstwie tego stanowiska datowanej na okres 23-20 tys. lat temu poświadczone są ślady wielkiego osiedla składającego się z konstrukcji mieszkalnych w postaci jam-ziemianek ułożonego owalnie wokół rzędu ognisk. Stanowisko to stanowi pierwszy przykład wcześniej zaplanowanego i zrealizowanego planu zagospodarowanie przestrzeni. Stanowiska kostionkowskie znane są z licznych dzieł sztuki ruchomej.